# Ореховица (општина)
Ореховица је градић и средиште општине у Међимурју, Хрватска.
До нове територијалне организације у Хрватској, подручје Ореховице припадало је великој предратној општини Чаковец. Данас је Ореховица општина у саставу Међимурске жупаније.

## Становништво
На попису становништва 2011. године, општина Ореховица је имала 2.685 становника, од чега у самој Ореховици 1.669.

## Попис1991.
На попису становништва 1991. године, насељено место Ореховица је имало 1.761 становника, следећег националног састава:
| Попис 1991.‍   | Попис 1991.‍  | Попис 1991.‍ | Попис 1991.‍ | Попис 1991.‍ |
| ------------- | ------------ | ----------- | ----------- | ----------- |
|               |              |             |             |             |
| Хрвати        | Хрвати       |             | 1.511       | 85,80%      |
| Роми          | Роми         |             | 177         | 10,05%      |
| Словенци      | Словенци     |             | 4           | 0,22%       |
| Срби          | Срби         |             | 3           | 0,17%       |
| Муслимани     | Муслимани    |             | 1           | 0,05%       |
| регион. опр.  | регион. опр. |             | 1           | 0,05%       |
| непознато     | непознато    |             | 64          | 3,63%       |
| укупно: 1.761 |              |             |             |             |